# زمین‌لرزه پاپوآ
زمین‌لرزه پاپوآ ممکن است به یکی از موارد زیر اشاره داشته باشد:
- زمین‌لرزه ۱۹۷۶ پاپوآ
- زمین‌لرزه ۲۰۰۹ پاپوآ
- زمین‌لرزه ۲۰۱۰ پاپوآ